# فرودگاه آماهای
فرودگاه آماهای (به انگلیسی: Amahai Airport) (به زبان بومی: Bandar Udara Amahai) یک فرودگاه با کد یاتا AHI است . این فرودگاه در شهر آماهای کشور اندونزی قرار دارد .